# Хакатон

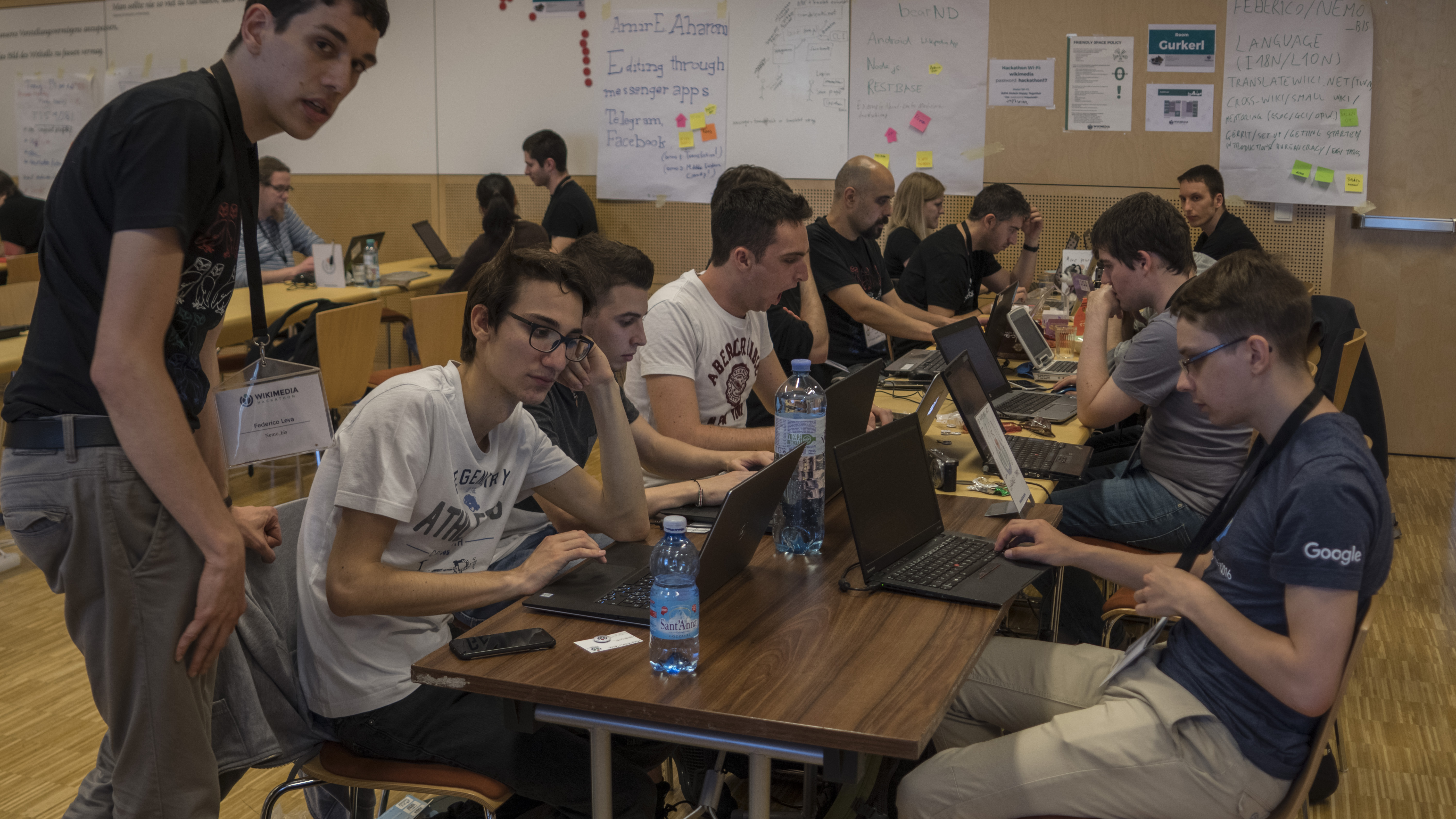
Хакатон фонду Вікімедіа, 2017

Хакато́н або Гакато́н  (англ. hackathon, від hack (див. хакер) та marathon — марафон) — захід, під час якого різні спеціалісти в галузі розробки програмного забезпечення інтенсивно й згуртовано разом працюють над розв'язанням якоїсь проблеми або створенням нового додатку чи сервісу.
Зазвичай хакатони тривають від одного дня до тижня. Деякі хакатони призначені для освітніх або соціальних цілей, але часто завданням хакатона є створення повноцінного програмного забезпечення. Кожний хакатон фокусовано на певні області, наприклад, мови програмування, операційні системи, додатки, програмний інтерфейс (API).

## Історія
Термін «хакатон» з'явився 1999 року. Його незалежно стали вживати розробники OpenBSD та Sun Microsystems. Розробники OpenBSD вперше використали цей термін для позначення зустрічі в Калгарі (Канада) 4 червня 1999 року, яка присвячувалась криптографії. На неї приїхало 10 розробників для написання програм, які б не підпадали під жорсткі експортні обмеження, що встановлені США на криптографічне програмне забезпечення. Sun Microsystems використала назву «the Hackathon» під час конференції JavaOne, яка проходила з 15 по 19 червня 1999 року. John Gage запропонував написати програму на мові програмування Java для нового Palm V, який би використовувала ІЧ порт для зв'язку з іншими користувачами Palm.
Починаючи з середини 2000-х років, хакатони стали більш поширеними і розглядалися компаніями та інвесторами як спосіб швидкої розробки нових програмних технологій або областей інвестування. Деякі відомі компанії були створені на хакатонах, наприклад GroupMe, яка з'явилася на хакатоні конференції TechCrunch Disrupt 2010; 2011-го вона була куплена компанією Skype за 85 млн доларів.
Е. Казначеєва виділяє наступні основні цілі хакатонів:
- зацікавити якомога більше людей в розробці власних рішень;
- надати можливість розробникам-початківцям і експертам поспілкуватися один з одним;
- популяризація розробки.

## Типи хакатонів

### Для розробки платформ
Деякі хакатони присвячені роботі над конкретною платформою, наприклад операційною системою, або зі створення додатків. Розробка додатків для мобільних платформ відбувається, наприклад, на хакатоні Over the Air, що відбувається в Блетчі Парку (Англія), який приваблює значні спонсорські внески. Також проводяться хакатони з розробки відео- і комп'ютерних ігор.
Music Hack Day — хакатон, присвячений програмам і апаратному забезпеченню для музики. З 2009 року він проводився більше 20 разів в різних місцях.
Щорічно з 1999 року проводиться хакатон розробників операційної системи OpenBSD.
Існують хакатони зі створення додатків для смартфонів Android, iOS и Tizen. Раніше подібні заходи проводилися для Maemo 5 (Nokia N900) і MeeGo (Nokia N9).

### Мови програмування, API, фреймворки
З 2007 року проводяться хакатони Perl, метою яких є покращення самої мови. Розробники Haskell і Scala проводять подібні заходи: Haskell Hackathon і Scalathon.
Проводилися хакатони з розробки додатків на HTML5 і Ruby on Rails.
Деякі хакатони проводяться компаніями для написання додатків, які використовують спільний API. Так, Yahoo! проводить «Open Hack Day» з 2006 року (спочатку «Hack Day»), на яких використовується Yahoo! API і API, що належать Yahoo! сайтів, наприклад Flickr. Google проводить схожий хакатон для власних API.
Сайт Foursquare проводив глобальний хакатон 2011 року, коли більше 500 розробників в 30 місцях розробляли застосунки, що використовують Foursquare API.

### Для вирішення соціальних проблем
Деякі хакатони пов'язані з вирішенням соціальним проблем та сприянню імплементації реформ в Україні. Зокрема, реформам в оборонній сфері, реформі з децентралізації влади в Україні, Судовій реформі тощо. 
23–27 липня 2018 року був проведений І Національний оборонний хакатон, а ІІ національний оборонний хакатон був проведений 27-31 травня 2019 року.
DeHack — це серія локальних хакатонів з децентралізації, організованих Програмою "U-LEAD з Європою". Теми DeHack: вдосконалення адмінпослуг, вирішення проблем екології, охорони здоров’я та безпекових питань для об'єднаних територіальних громад на підтримку реформи з децентралізації влади в Україні.
Міністерство юстиції України за підтримки Програми USAID «Нове правосуддя» проводило хакатон «Data-Driven Justice» з метою збору ідей від розробників стартапів, які покращують сервіси Міністерства та спрощують доступ громадян до правосуддя.
BIG Hackathon – перший хакатон від українського представництва всесвітнього дитячого фонду ООН ЮНІСЕФ для пошуку технологічних рішень проблем дітей та молоді. 
В 2019 році, в Україні, у партнерстві з «Укрзалізницею», відбувся перший хакатон у потязі «Hack-A-Train», який прямував за маршрутом «Маріуполь-Львів». 
Програма ООН з відновлення та розбудови миру спільно з естонською агенцією Garage48 організували Hack for Locals: Хакатон для розвитку місцевих громад, задля розробки рішень актуальних соціальних проблем в Україні. Він був проведений 9-11 жовтня 2019 року у Харкові.
Наприкінці квітня 2024 року, українська команда школярів з Політехнічного ліцею КПІ імені І. Сікорського перемогла на міжнародному хакатоні зі ШІ з проєктом ConnectAbility, який допомагає вивчати та озвучувати жестову мову. У фіналі українські підлітки змагалися з командами з Великої Британії, Туреччини, Казахстану й Таїланду.

### У сфері оборони
23-24 листопада 2024 року на борту авіаносця USS Hornet у Каліфорнії (США) відбувся оборонний хакатон «Defense Tech Hackathon». Понад 700 учасників, 400 розробників, 50 інвесторів, засновників стартапів і військових лідерів зібралися на борту авіаносця, щоб разом працювати над критично важливими завданнями національної безпеки. 
Захід був покликаний вирішити актуальні виклики національної оборони та підтримати Україну в її боротьбі за свободу. Учасники працювали над завданнями, сформульованими на запити Міністерства оборони України, що забезпечило практичну цінність розробок. «Defense Tech Hackathon» об’єднав ключових гравців технологічного й оборонного секторів: Центр інновацій та розвитку оборонних технологій Міністерства оборони України, кластер Brave1. А також представників сил спецоперацій США, інженерів із MIT Lincoln Labs, компаній Anduril та Palantir, нинішніх і колишніх військових.
Учасникам хакатону були запропоновані завдання у таких напрямках:
- автономні системи та протидія дронам: створення рішень для GNSS-навігації, управління дроновими роями та оптичні контрзаходи;
- комунікації: очищення радіосигналів та аналіз перехоплень ворожих сил;
- розвідка: використання ШІ для ухвалення рішень і виявлення дронів у режимі реального часу.

За результатами дводенної роботи хакатону 37 команд представили свої проєкти, серед яких журі обрало 11 фіналістів, а потім і переможців. Найкращі команди розподілили між собою грошові нагороди та призи від провідних українських технологічних компаній.

### У космічній сфері
В січні 2021 року команда розробників програмного забезпечення з України перемогла на міжнародному хакатоні NASA. За повідомленням NASA Space Apps Challenge, українці розробили універсальний космічний з'єднувач для дозаправки супутників на орбіті рідиною, газом та електроенергією. Коли паливо витрачено повністю, супутник не може утримувати орбіту і починає дрейфувати, втрачаючи зв'язок. Дозаправка дозволить продовжити життєвий цикл супутника, а компаніям і урядам - заощадити гроші на розробку і запуск нового космічного апарата.
В січні 2025 року команда розробників програмного забезпечення з України в черговий раз перемогла на міжнародному хакатоні NASA International Space Apps Challenge. У змаганні брали участь більш як 90 тисяч фахівців зі всього світу і близько 10 тисяч команд створили проєкти. Близько 1000 проєктів, зокрема й український, оцінювалися безпосередньо NASA. За підсумками хакатону, команда України, до якої входили інноватори з Державного університету «Київський авіаційний інститут» — стала переможцем в категорії Galactic Impact.